# Somnium
Somnium sive Astronomia lunaris Joannis Kepleri (El Somni o Astronomia de la Lluna de Johannes Kepler) és una novel·la de ficció escrita en llatí per Johannes Kepler l'any 1608, però publicada pòstumament l'any 1634. És considerada per molts com la primera obra de ciència-ficció de la història.
A la novel·la es narra la història de Duracotus, un jove islandès. Gràcies a la seva mare, Fiolxhilda, i a través d'un encanteri, ambdós viatjaren a la Lluna durant un eclipsi solar.
Pocs anys més tard, donat que el personatge de Duracotus té certes característiques autobiogràfiques, l'argument de la novel·la va ser emprat per acusar la seva mare, Katherine Kepler, de ser bruixa.